# Nederländerna i Eurovision Song Contest 2015
Artisten som representerade Nederländerna i Eurovision Song Contest 2015 som hölls i Wien, Österrike heter Trijntje Oosterhuis och hon tävlade med sången Walk Along. 

## Under Eurovision
Nederländerna deltog i den 1:a semifinalen den 19 maj 2015. De kom inte till final.